# Alfred Chaumel
Pour les articles homonymes, voir Chaumel.
Alfred Chaumel est un réalisateur français né le 6 juin 1889 à Pouancé et mort le 1er septembre 1976 à Morlaix. 

## Biographie
Administrateur colonial, Alfred Chaumel a réalisé des courts métrages documentaires et deux longs métrages. Il se fait connaître en tant que documentariste dès les années 1920. 
Avec son épouse, il a contribué pour une large part au développement du cinéma de propagande en faveur des actions de la France coloniale.
En 1950, il réalisa un long-métrage intitulé Vagabonds imaginaires, où trois poèmes sont lus en voix off: Le Bateau ivre de Rimbaud par Jean-Louis Barrault, Les étoiles d'Alphonse Daudet,par Charles Dullin et Cris d'aveugle de Tristan Corbière par Roger Blin. 

## Filmographie

### Courts métrages
- 1928 : Guadeloupe
- 1929 : L'Âme hindoue
- 1931 : La Symphonie exotique (coréalisatrice : Geneviève Chaumel-Gentil)
- 1931 : Le Réveil d'une race[5]
- 1934 : Symphonie malgache
- 1942 : Continent noir
- 1946 : Mouramoure, impressions malgaches
- 1949 : Les Isles[6]

### Longs métrages
- 1950 : Vagabonds imaginaires (coréalisateur : Jacques Dufilho)
- 1951 : En ce temps-là...

## Publications
- À Madagascar. Rythme des collines. Contes imériniens, Imprimerie des arts graphiques, 1933
- Symphonie exotique. Pour servir de préface au film (avec Geneviève Chaumel-Gentil), Éditions Eugène Figuier, 1934
- Sortilèges au temps perdu, Éditions Louis Soulanges, 1970